# Mohammed el-Barádei
Mohammed el-Barádei (arabul محمد البرادعي – Muḥammad al-Barādaʿī) egyiptomi jogtudós, diplomata, politikus. 1997 decembere és 2009 novembere között az ENSZ égisze alatt működő Nemzetközi Atomenergia-ügynökség (NAÜ) főigazgatója. 2005-ben El-Barádei a NAÜ-vel közösen elnyerte a Nobel-békedíjat. Mint politikus, fontos alakja volt a 2011-es egyiptomi forradalomnak. 2013-ban Egyiptom elnökhelyettesévé nevezték ki.

## Élete
1942-ben született Kairóban. Apja, Musztafa el-Barádei az Egyiptomi Ügyvédi Kamara elnöke volt, aki gyakran került összetűzésbe az egyiptomi elnök, Gamal Abden-Nasszer diktatórikus rendszerével. Mohammed el-Barádei 1962-ben szerzett jogi diplomát a Kairói Egyetemen, 1974-ben pedig nemzetközi jogi diplomát a New York University School of Law-n. Pályafutását az egyiptomi diplomáciánál kezdte 1964-ben. Két alkalommal teljesített szolgálatot az ENSZ egyiptomi állandó missziójánál New Yorkban és Genfben. Itt szerezte első tapasztalatait a nemzetközi politikai, jogi és fegyverzetkorlátozási kérdésekről.
Nasszer utódja, Anvar Szadat, elődjével ellentétben a Szovjetunió helyett a nyugati kapcsolatok bővítésére törekedett, és a békét szorgalmazta Izraellel. El-Barádei 1974 és 1978 között az egyiptomi külügyminiszter tanácsadója volt. Ebben a minőségében vett részt az Izraellel folytatott béketárgyalásokon Camp Davidban is 1978-ban. 1980-ban elhagyta a diplomáciai szolgálatot, és csatlakozott az ENSZ-hez, ahol a Nemzetközi Jogi Program vezető munkatársa lett az Egyesült Nemzetek Oktatási és Kutató Intézeténél. 1981 és 1987 között a nemzetközi jog docenseként egykori tanulmányai helyén, New Yorkban tanított. Fő kutatási területe a fegyverellenőrzés, az atomenergia békés felhasználása volt.

### NAÜ
1984-től a Nemzetközi Atomenergia-ügynökség munkatársa volt. 1991-ben, az öbölháború után ő vezette azt az ENSZ ellenőrző csoportot, amely Szaddám Huszein nukleáris fegyverkezési programjának kivizsgálására, és a talált eszközök megsemmisítésére alakult.
1997-ben választották a szervezet elnökévé. Elnöksége alatt többször keveredett összetűzésbe az iraki vezetéssel, amely a hírforrások szerint atom- és vegyi fegyverek gyártásával kísérletezett. 1997 után Szaddam Huszein kiutasította a nemzetközi megfigyelőcsoportokat Irakból, de addigra már el-Barádei meg volt győződve arról, hogy a nukleáris eszközök előállítására szolgáló laboratóriumokat sikeresen elpusztították, bár a vegyi és biológiai fegyverek létéről nem volt tudomása.
Mint a NAÜ főigazgatója, el-Baradei többször konfrontációba keveredett az iraki vezetéssel.
2001. szeptember 11-ei New York-i és washingtoni terrortámadások után az Egyesült Államok ragaszkodott ahhoz, hogy Irak betartsa az ENSZ fegyver ellenőrzési szabályozását. Amikor 2002-ben a NAÜ ellenőrei visszatértek Irakba, korábbi nukleáris program nyomára akadtak. Bush amerikai elnök kijelentette, hogy bizonyítékai vannak arra, hogy Irak uránt vásárolt Afrikában. Az ezzel kapcsolatos dokumentumok ellenőrzését a NAÜ végezte el, de azokat hamisnak azonosította az ENSZ Biztonsági Tanácsa előtt. A későbbi fejlemények igazolták, hogy Irak nukleáris programjának el-Barádei-féle értékelése helyes volt. Az a hír járta, hogy a Bush-kormány ellenezte újrajelölését a NAÜ élére. A Washington Post számolt be arról, hogy el-Barádei telefonját bécsi lakásában a CIA lehallgatta.
2005 októberében, el-Barádei a NAÜ-vel közösen elnyerte a Nobel-békedíjat. Az indoklás szerint „azoknak az erőfeszítéseknek elismeréséül, amelyeket annak érdekében tett, hogy megakadályozza a nukleáris energia katonai célú felhasználását, valamint a nukleáris energia lehető legbiztonságosabb békés célú alkalmazásáért végzett munkájáért”. Barádei sokat tett a nukleáris energia békés célokra való felhasználásáért.
Mint főigazgató, el-Barádeinek az volt a feladata, hogy segítse az ENSZ tagországait az atomenergia biztonságos, békés célú felhasználásában, egyúttal ellenőrizte az erre vonatkozó szabályok szigorú betartását. Igazgatósága alatt hívta életre azt az ötéves moratóriumot, mely új urándúsító létrehozására alkalmas létesítmények építésére vonatkozott, egyúttal nyomást gyakorolt az atomhatalmakra, hogy tartózkodjanak a nukleáris fegyverek felhasználásától. Kiemelt figyelmet fordított a nukleáris energia békés célú felhasználására olyan fejlődő országokban, ahol nem állnak rendelkezésre a rákos megbetegedések kezelésére szolgáló eszközök.
Munkásságát számtalan díjjal, kitüntetéssel, elismeréssel honorálták.

### A NAÜ után
Amíg házastársa, Aida Elkachef tanár a NAÜ-nél dolgozott, Bécsben laktak. Két felnőtt gyermeke van, akik Angliában élnek és dolgoznak. Miután tizenkét éves főigazgatói tevékenység után visszavonult, feleségével Bécsben telepedett le. Itt 2010-ben megalapította a Nemzeti Szövetség a Változásért (National Association for Change) független csoportosulást, amely az egyiptomi demokratikus választások kiírása érdekében dolgozik, és amely már megalakulásakor az egyiptomi politikai pártok és frakciók széles körű támogatást élvezte. El-Barádei itt lett ismert mint az egyik lehetséges jövőbeni egyiptomi elnökjelölt. Amikor Mubárak nem volt hajlandó tárgyalni a szervezet szószólóival a reformtörekvésekről, el-Barádei visszatért önként vállalt bécsi száműzetésébe.

### Hazatérés
2011 januárjában utcai megmozdulások söpörtek végig Egyiptom nagyvárosain, amelyen a tömegek szabad választásokat és Hoszni Mubárak egyiptomi elnök harmincéves uralmának megszűnését követelték. El-Barádei Kairóba utazott, hogy diplomáciai tapasztalataival segítse a tüntetőket, és követelje a demokratikus reformokat. Miután őt és követőit könnygázzal és vízágyúkkal elzavarták a tüntetésről, több napra nyoma veszett. Később úgy jelent meg a nyilvánosság előtt mint a demokratikus ellenzék egyik lehetséges vezetője.

## Alelnök
2013. július 9-én, az iszlamista Muhammad Morszi elnök megpuccsolását követően kinevezett ideiglenes elnök, Adli Manszúr helyettesévé nevezte ki, és a külügyek irányítását bízta rá.
2013. augusztus 14-én benyújtotta lemondását. Azzal indokolta lépését, hogy nem tud felelősséget vállalni olyan döntésekért, amelyekkel nem ért egyet.